# Majda Potokar
Majda Potokar, slovenska filmska, gledališka in TV igralka, * 1. marec 1930, Ljubljana, † 25. april 2001, Ljubljana. 

## Življenje
Potokarjeva, hči igralca Lojzeta Potokarja, je leta 1952 diplomirala na takratni AIU. Že prej je nastopila v filmu Na svoji zemlji. V sezoni 1952/1953 je bila sprejeta v ljubljansko Dramo, kjer je nastopala vse do leta 1990. Upodabljala je predvsem mladinske junakinje, šele kasneje je dobila vloge starejših žensk. Sodelovala je z mnogimi slovenskimi režiserji, še najbolj pa je nastopala v filmih Franceta Štiglica.

## Filmi
- Na svoji zemlji (1948)
- Tri zgodbe (1955)
- Samorastniki (1963)
- Ne joči, Peter (1964)
- Lažnivka (1965)
- Rdeče klasje (1970)
- Poslednja postaja (1971)
- Begunec (1973)
- To so gadi (1977)
- Ko zorijo jagode (1978)
- Iskanja (1979)
- Trije prispevki k slovenski blaznosti (1983)
- Dediščina (1984)
- Naš človek (1985)
- Čas brez pravljic (1986)
- Poletje v školjki (1986)
- Ljubezni Blanke Kolak (1987)
- Poletje v školjki II (1988)
- Umetni raj (1990)
- Srčna dama (1991)
- Triangel (1991)

## Nagrade
- Zlata arena, Pulj 1963, za vlogo Branke v Lažnivki
- Srebrna arena, Pulj 1971
- Carica Teodora, Niš 1971, za vlogo Zefe v Rdečem klasju
- Igralka leta, Celje 1977, za vlogo Rozi v filmu To so gadi
- Priznanje Metod Badjura, Celje 1983, za vlogo v filmu Kronika upora (Trije prispevki k slovenski blaznosti)